# Trioza maculata
Trioza maculata är en insektsart som först beskrevs av Yang 1984.  Trioza maculata ingår i släktet Trioza och familjen spetsbladloppor. Inga underarter finns listade i Catalogue of Life.